# Ibrahim Sulemana
Ibrahim Sulemana Kakari (ur. 22 maja 2003 w Sunyani) – ghański piłkarz występujący na pozycji pomocnika we włoskim klubie Atalanta BC oraz w reprezentacji Ghany.